# Cattedrali in Ruanda

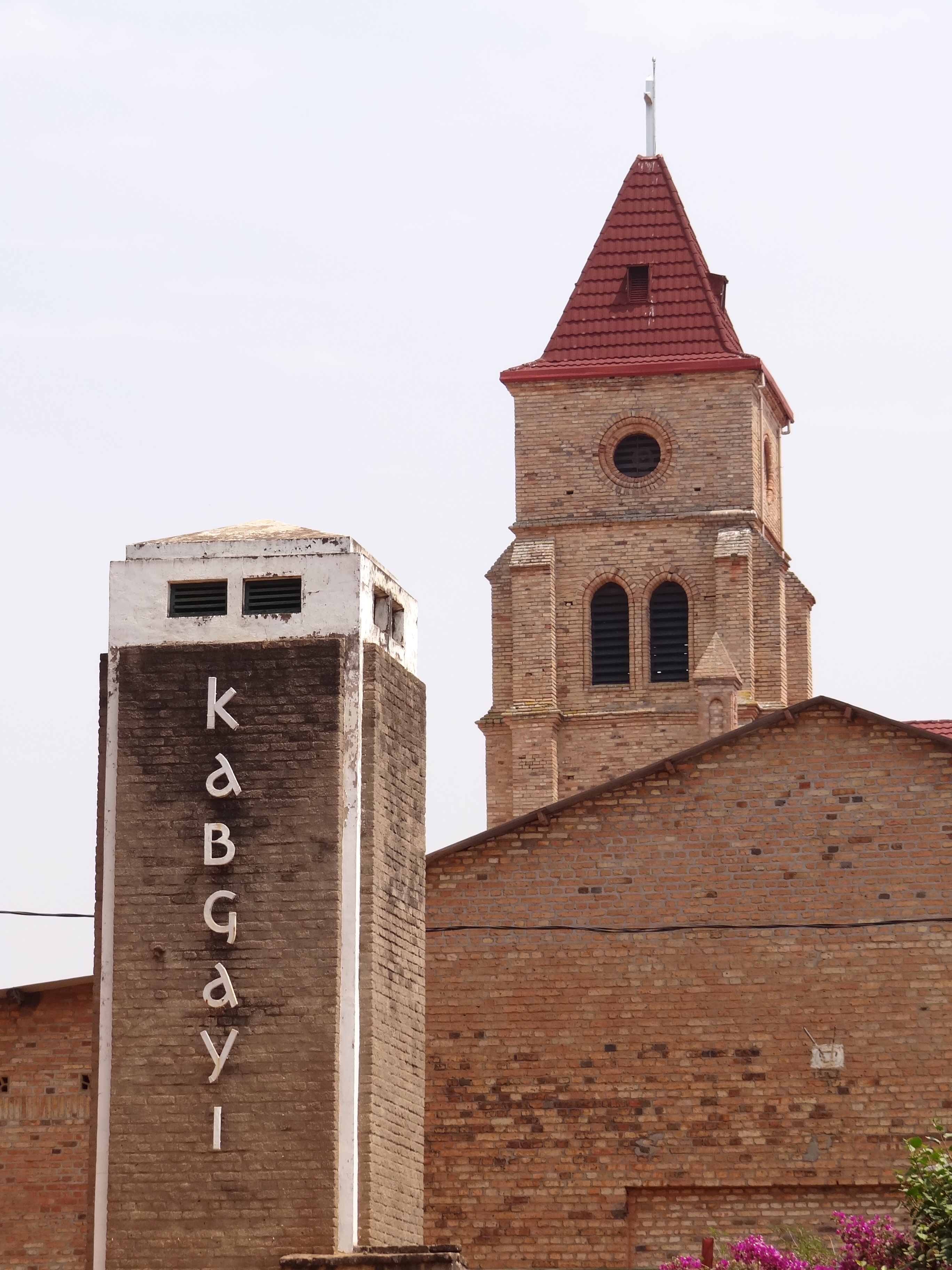
Cattedrale cattolica di Kabgayi

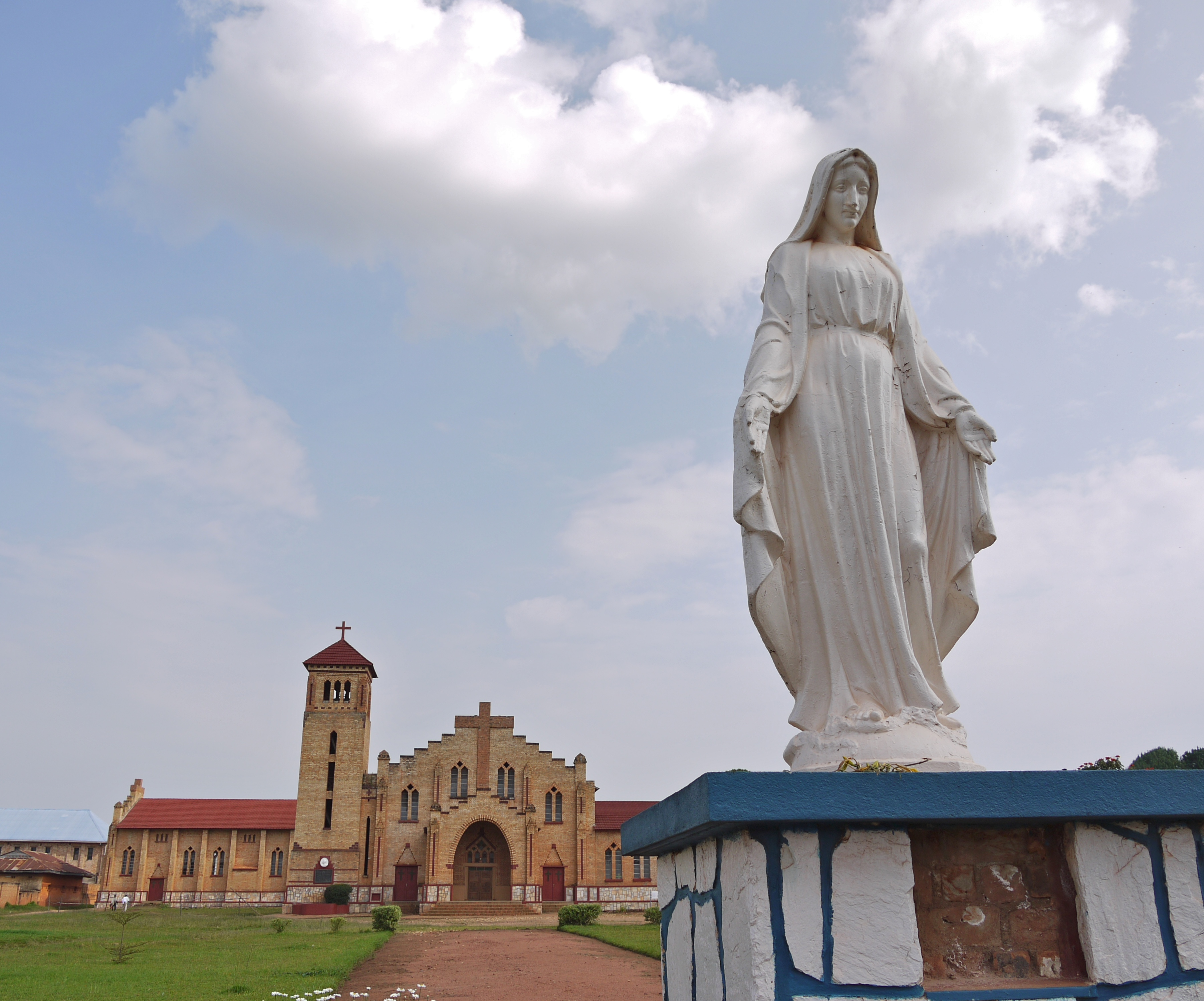
Cattedrale cattolica di Butare

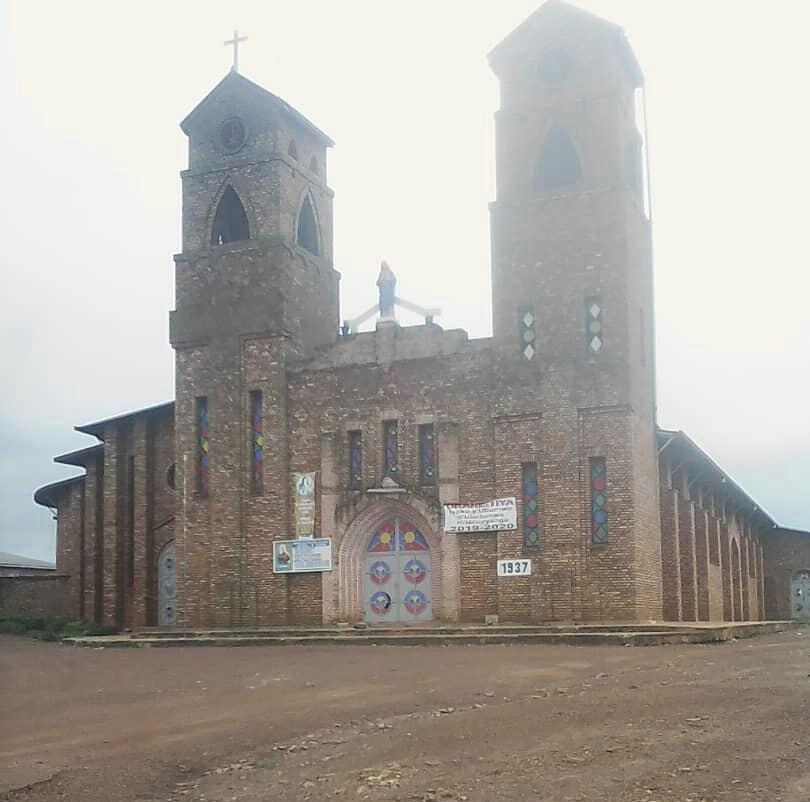
Cattedrale cattolica di Byumba

Questa è una lista delle cattedrali in Ruanda.

## Cattedrali cattoliche
| Cattedrale                                  | Arcidiocesi o Diocesi | Località  |
| ------------------------------------------- | --------------------- | --------- |
| Cattedrale di San Michele                   | Arcidiocesi di Kigali | Kigali    |
| Cattedrale di Nostra Signora della Saggezza | Diocesi di Butare     | Butare    |
| Cattedrale di Santo Stefano                 | Diocesi di Byumba     | Byumba    |
| Cattedrale di Cristo Re                     | Diocesi di Cyangugu   | Cyangugu  |
| Cattedrale della Santa Famiglia             | Diocesi di Gikongoro  | Gikongoro |
| Cattedrale dell'Immacolata Concezione       | Diocesi di Kabgayi    | Kabgayi   |
| Cattedrale di San Pietro                    | Diocesi di Kibungo    | Kibungo   |
| Cattedrale dell'Annunciazione               | Diocesi di Nyundo     | Nyundo    |
| Cattedrale di Ruhengeri                     | Diocesi di Ruhengeri  | Ruhengeri |

## Cattedrali anglicane
| Cattedrale                          | Arcidiocesi o Diocesi         | Località |
| ----------------------------------- | ----------------------------- | -------- |
| Cattedrale di San Paolo             | Diocesi anglicana di Butare   | Butare   |
| Cattedrale anglicana Byumba         | Diocesi anglicana di Byumba   | Byumba   |
| Cattedrale di Cristo Re             | Diocesi anglicana di Cyangugu | Cyangugu |
| Cattedrale di San Giovanni          | Diocesi anglicana di Gahini   | Gahini   |
| Cattedrale anglicana di Gasabo      | Diocesi anglicana di Gasabo   | Gasabo   |
| Cattedrale anglicana di Kibungo     | Diocesi anglicana di Kibungo  | Kibungo  |
| Cattedrale di Santo Stefano         | Diocesi anglicana di Kigali   | Kigali   |
| Cattedrale anglicana di Kigeme      | Diocesi anglicana di Kigeme   | Kigeme   |
| Cattedrale anglicana di Kivu        | Diocesi anglicana di Kivu     | Kivu     |
| Cattedrale di San Giovanni Battista | Diocesi anglicana di Shyira   | Shyira   |
| Cattedrale anglicana di Shyogwe     | Diocesi anglicana di Shyogwe  | Shyogwe  |